# Jocelyne Boisseau
Jocelyne Boisseau (* 7. Dezember 1953 in Paris) ist eine französische Schauspielerin.

## Leben
Boisseau erlangte in den 1980er Jahren in den deutschen Fernsehserien Goldene Zeiten – Bittere Zeiten, Moselbrück sowie Der Schatz im Niemandsland Bekanntheit. Daneben hatte sie auch Gastauftritte in Serien wie Derrick, Polizeiinspektion 1, SOKO 5113, Das Traumschiff oder Ich heirate eine Familie. Ihre bisher einzige Hauptrolle in einer internationalen Filmproduktion spielte sie 1976 in der französischen Erotik- und Science-Fiction-Komödie Spermula. Zudem war ihre Stimme auch in mehreren Hörspielen zu hören.
Jocelyne Boisseau war mit dem deutschen Schauspieler Gernot Endemann verheiratet. Aus der Ehe, die 2009 geschieden wurde, gingen zwei Kinder hervor; Tochter Alicia Endemann ist ebenfalls als Schauspielerin tätig.
Neben ihrer schauspielerischen Tätigkeit gibt sie in Deutschland und Frankreich Unterricht in den Körpersportarten Taijiquan und Qigong.

## Filmografie (Auswahl)
- 1974: On n’est pas sérieux quand on a 17 ans
- 1976: Spermula (Spielfilm)
- 1981–1985: Goldene Zeiten – Bittere Zeiten (Fernsehserie, 19 Folgen)
- 1982: Polizeiinspektion 1 – Nette Menschen (Fernsehserie)
- 1983: Randale
- 1984: Ich heirate eine Familie (Fernsehserie, 1 Episode)
- 1984: Das Traumschiff: Rio (Fernsehserie, 1 Episode)
- 1985: Unsere schönsten Jahre (Fernsehserie, 3 Episoden)
- 1987: Der Schatz im Niemandsland (Fernsehserie, 6 Episoden)
- 1987–1993: Moselbrück (Fernsehserie, 30 Folgen)
- 1988: Derrick (Fernsehserie, 1 Episode)
- 1988: Die letzte Fahrt der San Diego (Fernsehfilm)
- 1990: Ein Fall für zwei (Fernsehserie, 1 Episode)
- 1991: Insel der Träume (Fernsehserie, 1 Episode)
- 1997: Alphateam – Die Lebensretter im OP (Fernsehserie, 1 Episode)